# 南昌熊式辉公馆
南昌熊式辉公馆是一座民国别墅，位于江西省南昌市东湖区墩子塘街道市委社区阳明公园西侧，阳明路156号、环湖路37号，东靠环湖路，北临阳明路，临近南昌地铁2号线阳明公园站。为南昌市文物保护单位。
1932年，江西省政府主席熊式辉购得此幢别墅，为二夫人顾竹筠住所。公馆是一栋仿西式坡顶建筑，青砖砌筑，木质地板，占地面积220平方米。1949年以后，熊式辉公馆收归国有，改为南昌市委下属机构的办公场所。2004年初由南昌市老干局后勤服务中心管理。
2006年，熊式辉公馆被南昌市人民政府公布为第三批南昌市文物保护单位。